# ضفدع أنفي
ضفدع أنفي (الاسم العلمي: Nasikabatrachus)، جنس ضفادع ويُعتبر (يُعامل) الجنس الوحيد في فصيلته الضفادع الأنفية. أنواعه اثنان: الضفدع البنفسجي والضفدع الأنفي البوباثي، تستوطن جنوب الهند.